# Linia kolejowa Boulogne – Calais
Linia kolejowa Boulogne – Calais – zelektryfikowana, dwutorowa linie kolejowa we Francji. Łączy portowe miasta Boulogne-sur-Mer i Calais. Jest przedłużeniem linii kolejowej z Amiens.
Linię otwarto 7 stycznia 1867 ze stacjami Wimille, Marquise, Caffiers i St Pierre. Była używana tylko dla ruchu lokalnego między Boulogne i Calais aż do marca, kiedy uruchomiono połączenia pomiędzy Paryżem i Calais, skracając o 30 minut czas jazdy między Paryżem i Londynem.
Do czasu rozpoczęcia kursowania pociągów Eurostar z Londynu do Paryża w 1994 roku przez LGV Nord była główną linią dla pociągów kursujących do Paryża z Wielkiej Brytanii.